# La tristeza del rey
La tristeza del rey (en francés: La Tristesse du roi) es un collage de recortes de papel realizado por Henri Matisse en 1952. Está realizado con papel coloreado con guache y montado sobre lienzo. Su superficie es de 292 x 386 cm. Fue su último autorretrato.
A principios y mediados de la década de 1940, Matisse estaba delicado de salud. En los años 1950 dejó de pintar para dedicarse a los recortables de papel. La tristeza del rey es un ejemplo de la última serie de obras de Matisse conocidas como recortables.
El compositor británico Peter Seabourne escribió un septeto titulado The Sadness of the King, inspirado en el cuadro de Matisse, interpretado en Chicago y por miembros de la Orquesta Sinfónica de Lahti en Lahti, Finlandia.